# Les trois ninjas contre-attaquent
Série Trois ninjas
Ninja Kids
(1992) Les trois ninjas se révoltent
(1995)
Pour plus de détails, voir Fiche technique et Distribution.
Les 3 ninjas contre-attaquent ou 3 ninjas contre-attaquent au Québec (3 Ninjas Kick Back) est un film américano-japonais réalisé par Charles T. Kanganis, sorti en 1994. Second volet de la série des Trois ninjas, il fait suite à Ninja Kids (1992).

## Synopsis
Les trois frères, Rocky, Colt et Tom Tom, doivent disputer un match très important de baseball contre les Mustangs. Ils décident cependant d'aller secourir leur grand-père Mori au Japon. Ce dernier a été enlevé par des voyous qui s'intéressent de près à une dague qu'il avait gagnée à un tournoi d'arts martiaux il y a 50 ans.

## Fiche technique
Sauf indication contraire, les informations mentionnées dans cette section peuvent être confirmées par les bases de données cinématographiques IMDb et Allociné,  présentes dans la section « Liens externes ».
- Titre original : 3 Ninjas Kick Back
- Titre français : Les 3 ninjas contre-attaquent
- Titre québécois : 3 ninjas contre-attaquent
- Réalisation : Charles T. Kanganis
- Scénario : Mark Saltzman (en), d'après le scénario antérieur de Shin Sang-ok
- Musique : Richard Marvin
- Directeur artistique : Scott Meehan
- Décors : Gregory Martin et Hiroyuki Takatsu
- Costumes : Miye 'Mimi' Matsumoto et Takeshi Yamazaki
- Photographie : Christopher Faloona
- Son : Ed Carr, Mark Ettel, Roger Fearing, T.A. Moore Jr., Paul Ratajczak, Dennis Sager
- Montage : Jeffrey Reiner et David Rennie
- Production : Martha W. Chang, James Kang et Arthur Leeds
  - Production exécutive (Japon) : Satoru Aoshima et Masao Nagai
  - Production déléguée : Yoram Ben-Ami et Shin Sang-ok
  - Production associée : Steven L. Bernstein, Vicki Ellis et Ken Fujiyama
  - Production associée (Japon) : Kazuo Asai et Hiroshi Kusu
- Sociétés de production :
  - États-Unis : Ben-Ami/Leeds Productions et Sheen Productions
  - Japon : Three Ninjas Japan Inc.
- Sociétés de distribution : TriStar Pictures (États-Unis) ; Columbia TriStar Films (France)
- Budget : 20 millions de $[1]
- Pays de production :  États-Unis,  Japon
- Langue originale : anglais
- Format : couleur (Technicolor) — 35 mm — 1,85:1 — son Dolby
- Genre : action, aventure, comédie d'arts martiaux
- Durée : 93 minutes
- Dates de sortie[2] :
  - États-Unis : 6 mai 1994
  - France : 6 juillet 1994
  - Japon : 21 juillet 1995 (sortie directement en vidéo)
- Classification :
  - États-Unis : certaines scènes ou propos sont susceptibles de heurter la sensibilité des plus jeunes - accord parental souhaitable (PG - Parental Guidance Suggested)[N 1]
  - France : tous publics[3]
  - Québec : tous publics (G - General Rating)

## Distribution
- Victor Wong : Mori Shintaro, le grand-père de Rocky, Colt et Tom Tom
- Max Elliott Slade (en) (VF : Christophe Lemoine) : Jeffrey « Colt » Douglas
- Sean Fox (VF : Adrien Antoine) : Samuel « Rocky » Douglas Jr.
- J. Evan Bonifant (VF : Hervé Grull) : Michael « Tom Tom » Douglas (Tum-Tum en VO)
- Caroline Junko King ((VF : Sarah Marot)) : Miyo, l'experte en arts martiaux
- Toshiyo Matsunaga : Mère de Miyo
- Dustin Nguyen (VF : Hervé Rey) : Glam
- Jason Schombing (VF : Jean-François Vlérick) : Vinnie
- Angelo Tiffe (VF : Michel Mella) : Slam
- Sab Shimono (VF : Patrick Poivey) : Koga
- Alan McRae (VF : Jean-Pierre Leroux) : Samuel Douglas Sr.
- Margarita Franco : Jessica Shintaro-Douglas
- Don Stark (VF : Pascal Renwick) : l'arbitre du match de baseball
- Kellye Nakahara : l'infirmière Hino
- Marcus Giamatti (VF : Guy Chapellier) : le commentateur du match de baseball
- Scott Caudill (en) : Darren
- Joey Travolta : le coach des Mustangs
- Killer Khan (en) : Ishikawa

## Production
Après le succès de Ninja Kids (1992), une suite est rapidement tournée. Le tournage de Les 3 ninjas se révoltent (3 Ninjas Knuckle Up) débute ainsi en 1992, tout juste après le tournage du précédent. Cependant, à cause de problèmes de droits de distribution, un autre film est tourné avant sa sortie. TriStar reprend en main la distribution. Initialement intitulé 3 Ninjas Go to Japan, il s'agit donc de 3 Ninjas Kick Back. Cependant, certains des acteurs principaux ayant tourné dans Ninja Kids et Les 3 ninjas se révoltent ne sont plus disponibles : Michael Treanor (en) (Rocky) ayant arrêté les tournages et Chad Power (Tum-Tum) étant occupé par un autre projet.
Don Stark, qui incarne ici l'arbitre du match de baseball, tient un tout autre rôle dans le 3e film, Les 3 ninjas se révoltent.
Le tournage a lieu de mai à juillet 1993. Il se déroule en Californie, à Los Angeles (notamment l'aéroport international de Los Angeles) ainsi qu'à Topanga Canyon, et au Japon (Hikone, Kanazawa, Nagoya).

## Nominations
- Young Artist Awards 1995 :
  - Meilleure performance d'un acteur de moins de dix ans dans un film pour J. Evan Bonifant
  - Meilleure performance d’un jeune acteur dans un second rôle pour Max Elliott Slade
  - Meilleure performance d’un jeune acteur dans un second rôle pour Sean Fox

## Éditions en vidéo
En France, le film Les 3 ninjas contre-attaquent est sorti en DVD le 7 août 2001. Le film est également sorti en VOD sur Netflix le 1er mai 2020.

## Adaptation en jeu vidéo
C'est le seul film de la saga à connaître une adaptation en jeu vidéo. Il s'agit de 3 Ninjas Kick Back.

## SagaTrois ninjas
Victor Wong est le seul acteur à apparaître dans les 4 films de la saga. Le 4e film, sorti en 1998, sera d'ailleurs son tout dernier film puisqu'il décédera en 2001. Alan McRae, qui joue le père des trois garçons, apparaîtra dans tous les autres films, excepté Les 3 ninjas se révoltent.

## Clin d’œil
Kellye Nakahara, qui incarne une infirmière, jouait un rôle assez similaire dans la série télévisée MASH.